# Naruyuki Naito
Naruyuki Naito (født 9. november 1967) er en tidligere japansk fodboldspiller.
Han har spillet for flere forskellige klubber i sin karriere, herunder Kashima Antlers.